# آرثر دويل (ملحن)
آرثر دويل (بالإنجليزية: Arthur Doyle)‏ هو عازف جاز وملحن ومغني أمريكي، ولد في 26 يونيو 1944 في برمنغهام في الولايات المتحدة، وتوفي بنفس المكان في 25 يناير 2014.

## وصلات خارجية
- آرثر دويل على موقع ميوزك برينز (الإنجليزية)
- آرثر دويل على موقع أول ميوزيك (الإنجليزية)
- آرثر دويل على موقع ديسكوغز (الإنجليزية)